# شیطان هم می‌گرید (مجموعه تلویزیونی)
شیطان هم می‌گرید (به انگلیسی: Devil May Cry) یک مجموعه استریم پویانمایی بزرگسالان آمریکایی در ژانر اکشن خیال‌پردازی شهری است که توسط شرکت‌های کپ‌کام و آدی شانکار بوتلگ مولتیورس بر اساس فرنچایز بازی ویدیویی به همین نام ساخته شده است.
این مجموعه به تعداد ۸ قسمت در ۳ آوریل ۲۰۲۵ در نتفلیکس منتشر شد.

## صداپیشگان
- جانی یونگ بوش در نقش دانته، یک شکارچی شیطان و پسر شیطان افسانه‌ای اسپاردا
- اسکاوت تیلر-کامپتن در نقش مری ان آرکهام، یک مأمور دارک‌کام که دانته به او لقب «لیدی» داده است.
- هون لی در نقش خرگوش سفید
- کریس کاپولا در نقش انزو فرینو
- کوین کانروی در نقش ویلیام بینز
- جون گریس در نقش هاپر
- رابی دیموند در نقش ورژیل، برادر دوقلوی دانته

## تولید
در اواخر سال ۲۰۱۸، آدی شانکار اعلام کرد که سریالی تلویزیونی اقتباس شده از شیطان هم می‌گرید را برای نتفلیکس تولید خواهد کرد. الکس لارسن به عنوان نویسنده برای این سریال استخدام شد. همچنین اعلام شد که فصل اول شامل ۸ قسمت خواهد بود.
در اواخر سپتامبر ۲۰۲۳، اولین تیزر در جریان پخش زنده Drop 01 نتفلیکس منتشر شد. اندکی بعد، روبن لنگدن، صداپیشه قدیمی دانته، فاش کرد که از او خواسته نشده بود که نقش خود را دوباره اجرا کند.

## انتشار
تا سپتامبر ۲۰۲۳، یک تیزر تریلر به همراه اخباری مبنی بر تولید و انیمیشن استودیو میر منتشر شد.